# Wombat (rapper)
Wombat, pseudonimo di Samuel Phillips (Glenorchy, ...), è un rapper e cantante australiano.

## Biografia
Wombat ha fatto il suo debutto discografico con l'album in studio Chainsaw Man, uscito nel dicembre 2021. Tuttavia, soltanto col disco successivo è riuscito a piazzare un'entrata nelle ARIA Charts, facendo esordire Chainsaw Man al 12º posto della ARIA Albums Chart. A supporto del progetto l'artista ha imbarcato una tournée nazionale.

## Discografia

### Album in studio
- 2021 – Chainsaw Man
- 2022 – What Death Tastes Like

### EP
- 2017 – Night Shift (con Nerve)

### Singoli
- 2017 – Strong Warning (con Flyacine e Greeley feat. Nerve)
- 2019 – Zombie!!
- 2019 – Gassed Up
- 2019 – Watch Out
- 2019 – Rise Up
- 2019 – Black Sheep
- 2019 – Whipper Snapper
- 2019 – Swine Flu
- 2020 – Adrenaline (con Devlin)
- 2020 – Kebabs
- 2020 – Bad Words
- 2021 – Figure 8 (con Shogun e Britizen Kane)
- 2021 – Ramen Noodles
- 2021 – Merch Money
- 2022 – Falling
- 2022 – Rumours (feat. Chillinit)
- 2022 – Russian Roulette (feat. Complete)
- 2024 – FKD Up (con Rapswun)
- 2024 – Concrete (con Tbish)
- 2024 – Graveyard Shift (con Rapswun e TJ Kayy)